# Czarna Dąbrówka (gmina)
Pour la localité, voir Czarna Dąbrówka.
Czarna Dąbrówka est une gmina rurale du powiat de Bytów, Poméranie, dans le nord de la Pologne. Son siège est le village de Czarna Dąbrówka, qui se situe environ 25 km au nord de Bytów et 70 km à l'ouest de la capitale régionale Gdańsk.
La gmina couvre une superficie de 298,28 km2 pour une population de 5 854 habitants en 2016.

## Géographie
La gmina inclut les villages de Będzieszyn, Bochówko, Bochowo, Brzezinka, Ceromin, Cole, Czarna Dąbrówka, Czarnolesie, Dąbie, Dąbrowa Leśna, Dęby, Drążkowo, Flisów, Gliśnica, Jasień, Jaszewo, Jerzkowice, Kartkowo, Karwno, Kleszczyniec, Kłosy, Kostroga, Kotuszewo, Kozin, Kozy, Lipieniec, Łupawsko, Mikorowo, Mydlita, Nowe Karwno, Nożynko, Nożyno, Obrowo, Osowskie, Otnoga, Owsianka, Podkomorki, Podkomorzyce, Połupino, Przybin, Przylaski, Rokiciny, Rokicki Dwór, Rokitki, Rokity, Rudka, Skotawsko, Soszyce, Święchowo, Unichowo, Wargówko, Wargowo et Zawiaty.
La gmina borde les gminy de Borzytuchom, Bytów, Cewice, Dębnica Kaszubska, Parchowo, Potęgowo et Sierakowice.

## Personnalités liées à la gmina
- Gustav Bogislav von Münchow (1686-1766), général né à Kozy.